# Black 47
I Black 47 sono un gruppo statunitense, formatosi nel 1989 a New York da elementi di varia provenienza musicale, creando così un insolito mix fra rock, folk irlandese, reggae e rap.
Il loro nome deriva dall'espressione usata per definire l'anno peggiore della grande carestia avvenuta in Irlanda nel 1847 ricordato appunto come "Black 47".

## Discografia

### Album di studio
- 1989 - Home of the Brave/Live in London
- 1991 - Black 47
- 1993 - Fire of Freedom
- 1994 - Home of the Brave
- 1996 - Green Suede Shoes
- 2000 - Trouble in the Land
- 2004 - New York Town
- 2005 - Elvis Murphys' Green Suede Shoes
- 2006 - Bittersweet Sixteen (popular songs & rarities collection)
- 2008 - Iraq

### Live
- 1999 - Live in New York City
- 2001 - On Fire

### EP
- 1992 - Black 47

## Formazione

### Formazione attuale
- Geoffrey Blythe - sassofono tenore, sassofono soprano, clarinetto
- Joe Burcaw - basso, voce
- Thomas Hamlin - batteria, percussioni
- Larry Kirwan - voce, chitarra
- Joseph Mulvanerty - uilleann pipes, flauto, bodhrán
- Fred Parcells - trombone, tin whistle

### Ex componenti
- Chris Byrne: uilleann pipes, tin whistle, bodhrán e voce (1989-2000)
- David Conrad : basso (1991-1993)
- Kevin Jenkins : basso (1993-1995)
- Andrew Goodsight: basso (1995-2006)